# Tamandaré (1865)
El encorazado de batería central Tamandaré fue un navío de la Armada del Imperio del Brasil que sirvió en la Guerra de la Triple Alianza.

## Historia
Primera embarcación de la marina brasileña en llevar ese nombre en homenaje al almirante Joaquim Marques Lisboa, Marquês de Tamandaré, fue construida en los astilleros del Arsenal de Marina de Río de Janeiro, y botada el 26 de junio de 1865, incorporándose a la armada imperial ese mismo año al mando del teniente 1° Antônio Carlos Mariz e Barros.
El Tamandaré era el primer navío encorazado construido en Brasil, de construcción mixta (madera y hierro) según planos del ingeniero Napoleão Level. Lo impulsaba una máquina de vapor con una potencia de 80 HP. 
Su eslora era de 51.36 m, manga de 9.14 m, puntal de 3.04 m y un calado de 2.59 m, con un desplazamiento de 775 t. 
Montaba 1 cañón de 70 y dos de a 68. 

### Itapirú

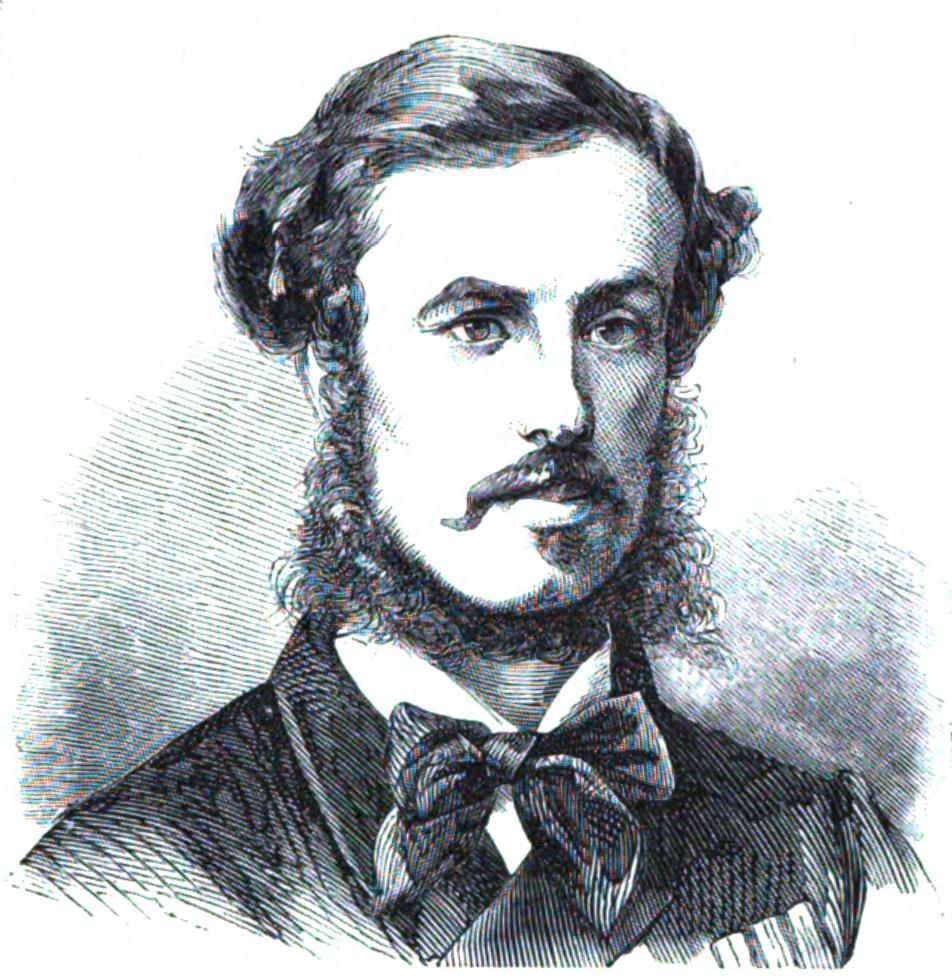
Teniente 1° Mariz e Barros.

El 27 de marzo de 1866 combatió contra la Fortaleza de Itapirú. Los paraguayos ubicaron una chata artillada frente al vapor de transporte Apa que quedó al alcance de los cañones de a 68 durante dos horas hasta que el almirante brasileño envió al Tamandaré (Mariz e Barros) y a la cañonera Henrique Martins (Goncalves Jerónimo), ambas bajo las órdenes del comandante Alvim, a capturar o destruir la chata, protegida por las baterías de Itapirú. 
Mientras los buques se aproximaban disparando tanto como lo permitía su calado, los paraguayos retiraban la chata hacia la playa hasta vararla. 

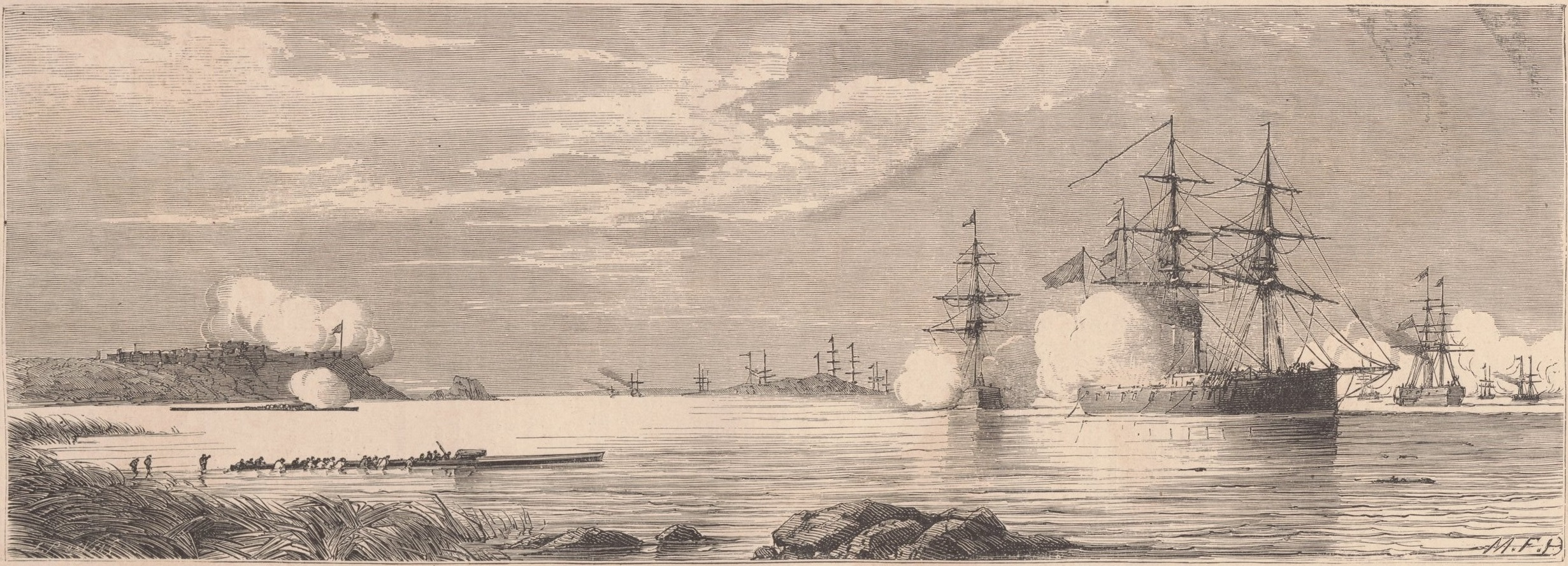
La flota brasileña es atacada por una chata paraguaya, matando a 34 personas a bordo del Tamandaré.

Al enmudecer las baterías el Tamandaré despachó sus botes a la playa desierta para capturar la chata, momento en el cual una fuerza de alrededor de mil hombres se desprendió del bosque lindero y abrió fuego sobre la fuerza de desembarco, que consiguió retirarse cubierta por el fuego de metralla del Tamandaré y el Henrique Martins. 
Cuando tras más de 10 horas de combate y sin grandes averías o bajas el Tamandaré se disponía a regresar a sus líneas un disparo penetró la casamata produciendo una masacre. 
Treinta y cuatro hombres, entre oficiales y soldados, fueron víctimas del proyectil y las esquirlas del impacto. Entre los primeros se encontraba el segundo de a bordo, teniente 1° Vassimon, el comisario Carlos Accioli de Vasconcelos y Augusto de Barros Alboim. El comandante Mariz e Barros y el teniente 1° Silveira se encontraban también mortalmente heridos, y levemente herido los tenientes 2° José Vitor de Lamare y Dionisio Manhães Barreto, quien en la emergencia asumió el mando del buque.

### Paso de Curupayty

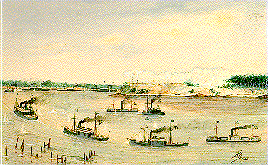
Pasaje de Curupayty: en el centro el Tamandaré y el Silvado que maniobra para remolcarlo.

Finalizada la Batalla de Curuzú (3 de septiembre de 1866) la flota aliada, fundamentalmente unidades de la Marina de Brasil, se concentró frente al fuerte capturado controlando el curso inferior del Río Paraguay y alistándose para el asalto a la siguiente posición paraguaya cerrando el camino a Asunción del Paraguay, el Fuerte de Curupayty.
Tras la sangrienta e infructuosa Batalla de Curupayty (22 de septiembre de 1866) siguió un largo período de inactividad. 
El nuevo Ministro de Marina Afonso Celso de Assis Figueiredo dispuso el relevo del almirante Tamandaré y su reemplazo por el vicealmirante Joaquim José Inácio de Barros, futuro vizconde de Inhauma, mientras que el mariscal de Caxias era nombrado comandante en jefe del ejército y armada brasileños.
Bartolomé Mitre que se había visto obligado por las guerras civiles a ausentarse en febrero de 1867, se reintegró al frente el 1 de agosto y presionó para forzar el paso de Curupayty mientras el ejército cerraba el cerco por tierra. El almirante brasileño consideraba la operación en extremo arriesgada por temor a las baterías paraguayas e innecesaria por juzgar que el flanqueo y cerco terrestre serían suficientes. 
Mitre impuso finalmente su posición dejando al arbitrio del almirante la organización y ejecución de la operación. 
Inácio designó para forzar el pasaje a los encorazados Brasil (buque insignia), Tamandaré, Colombo, Mariz e Barros, Cabral, Barroso, Herval, Silvado y Lima Barros, llevando a remolque las chatas acorazadas Cuevas, Lindóia y Riachuelo. 
Una segunda división compuesta por las cañoneras Ipiranga, Yguatemy, Majé, Parnahyba, Beberibé y Recife, y las bombarderas Pedro Afonso y Forte de Coimbra ocuparían la posición inicial de los encorazados y bombardearían las baterías de Curupayty cubriendo el avance. 
En las primeras horas de la mañana del 15 de agosto de 1867, la segunda división inició el bombardeo, dejando caer sobre las fortificaciones de Curupayty 665 proyectiles de artillería pesada. A las 6:00 la división encabezada por el Brasil levó anclas y marchó aguas arriba sin preocuparse de las descargas de la artillería y fusilería paraguayas.
Las bajas y daños fueron escasos. El más afectado fue el Tamandaré cuando una bala perforó el condensador de su máquina dejándolo inerte frente a las baterías paraguayas. El Silvado lo tomó a remolque, operación que se efectuó bajo el fuego concentrado enemigo. Entre los heridos de gravedad se encontraba el comandante del Tamandaré, capitán de fragata Elisiário José Barbosa.
Después de dos horas la división imperial había forzado exitosamente el paso y echaba anclas entre la fortaleza de Curupayty y la de Humaitá formando en dos líneas, la de vanguardia compuesta por el Silvado, Cabral, Lima Barros y Barroso y dando frente a Curupayty el Tamandaré, Colombo, Brasil, Herval y Mariz e Barros.

### Paso de Humaitá

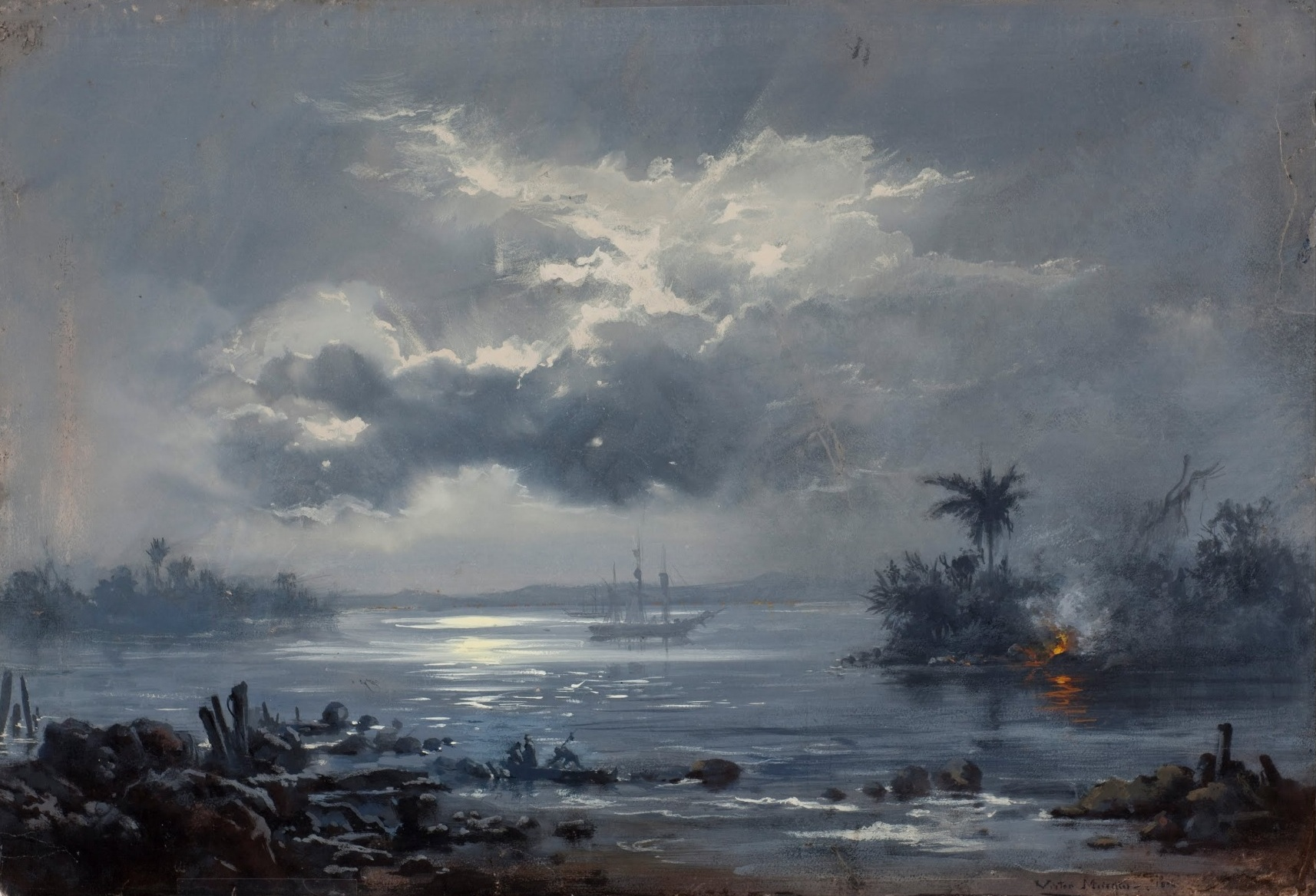
Pasaje de Humaitá

Tras el Paso de Curupayty (agosto de 1867) la escuadra aliada había quedado dividida. Entre el Fuerte de Curupayty y la Fortaleza de Humaitá permanecía la división de encorazados brasileños que había forzado el pasaje bombardeando sistemáticamente las posiciones enemigas y, sitiando Curupayty, el resto de la escuadra. 
La división avanzada mantenía su posición formando en dos líneas, la de vanguardia compuesta por el Silvado, Cabral, Lima Barros y Barroso y dando frente a Curupayty el Tamandaré, Colombo, Brasil, Herval y Mariz e Barros.
La partida de Bartolomé Mitre, principal impulsor del cruce, había prolongado la situación hasta que en febrero de 1868 el almirante Joaquim José Inácio de Barros recibió órdenes del ministro de marina Ouro Preto de forzar el pasaje de Humaitá.

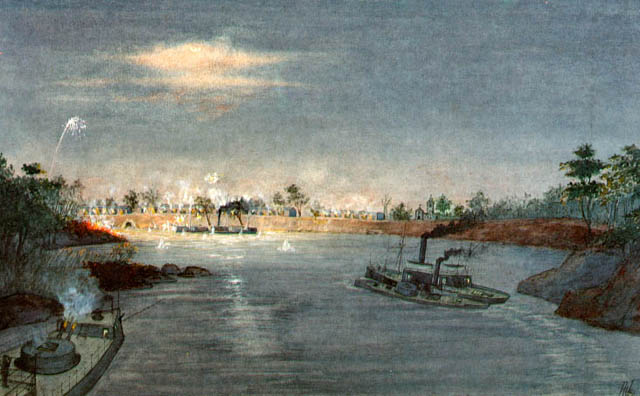
Paso de Humaitá: la tabla muestra el tiempo de la Bahía acorazado cadenas transpuesta, seguido por el tercer par, el Tamandaré y Pará (Acuarela del Almirante Trajano Augusto de Carvalho).

Aprovechando la noche del 18 de febrero, integrando la 3ª División Naval al mando del capitán de mar y guerra Delfim Carlos de Carvalho, futuro almirante y barón del Pasaje, junto a los monitores Pará, Rio Grande do Sul y Alagoas forzó el paso de Curupayty enfrentando durante una hora el fuego de los 22 cañones paraguayos que permanecían aún en esa posición 
A las 00:30 del 19 de febrero de 1868 se reunió con los restantes buques de la 3ª División Naval para forzar el pasaje de Humaitá.
Mientras el grueso de la escuadra brasileña iniciaba un violento bombardeo de distracción sobre Humaitá, en combinación con un ataque sobre el Reducto Cierva, posición fortificada situada en la ribera opuesta que cruzaba sus fuegos con la de Humaitá, una división reducida al mando de Delfim Carlos de Carvalho inició el pasaje de Humaitá con los encorazados Barroso, Bahía (buque insignia) y Tamandaré que llevarían apareados a babor a los monitores Rio Grande,  Alagoas y Pará.
El pasaje se realizaría con éxito y escasos daños, confirmando como infundados los temores del mando brasileño y, tras el inmediato pasaje de los puntos fortificados en Timbó y Laurel, abriría el camino al bombardeo de Asunción. El historiador Joaquim Nabuco afirmaría que "El paso de Curupayty (15 de agosto de 1867), una serie de victorias parciales y, sobre todo, el gran suceso del paso de Humaitá, son como rayo de luz en esta larga noche de ansiedades".
Pocas horas después la escuadra enfrentó el Fuerte de Timbó, aguas arriba de Humaitá, consiguiendo dañar sus baterías (12 piezas de a 68 y 32), pero sufriendo algunos daños, mínimos en el Rio Grande (6 impactos en su casco), importantes en el Tamandaré y el Para.
Tras forzar seguidamente el Fuerte de Laurel, a las 10:30 llegaron a Tayí, donde se les reunió el Alagoas y los tres buques más dañados fueron embicados.

### Últimas acciones
El 1 de octubre de 1868, junto a los encorazados Bahia, Barroso y Silvado, el Tamandaré forzó sin inconvenientes el paso artillado de Angostura y desembarcaron sus tropas en San Antonio donde permanecieron en espera de la división que avanzaba por el Chaco, la cual arribó el 4 de diciembre.
El Tamandaré fue dado de baja en 1879.